# Hemmerichstraße 50 (Bad Kissingen)

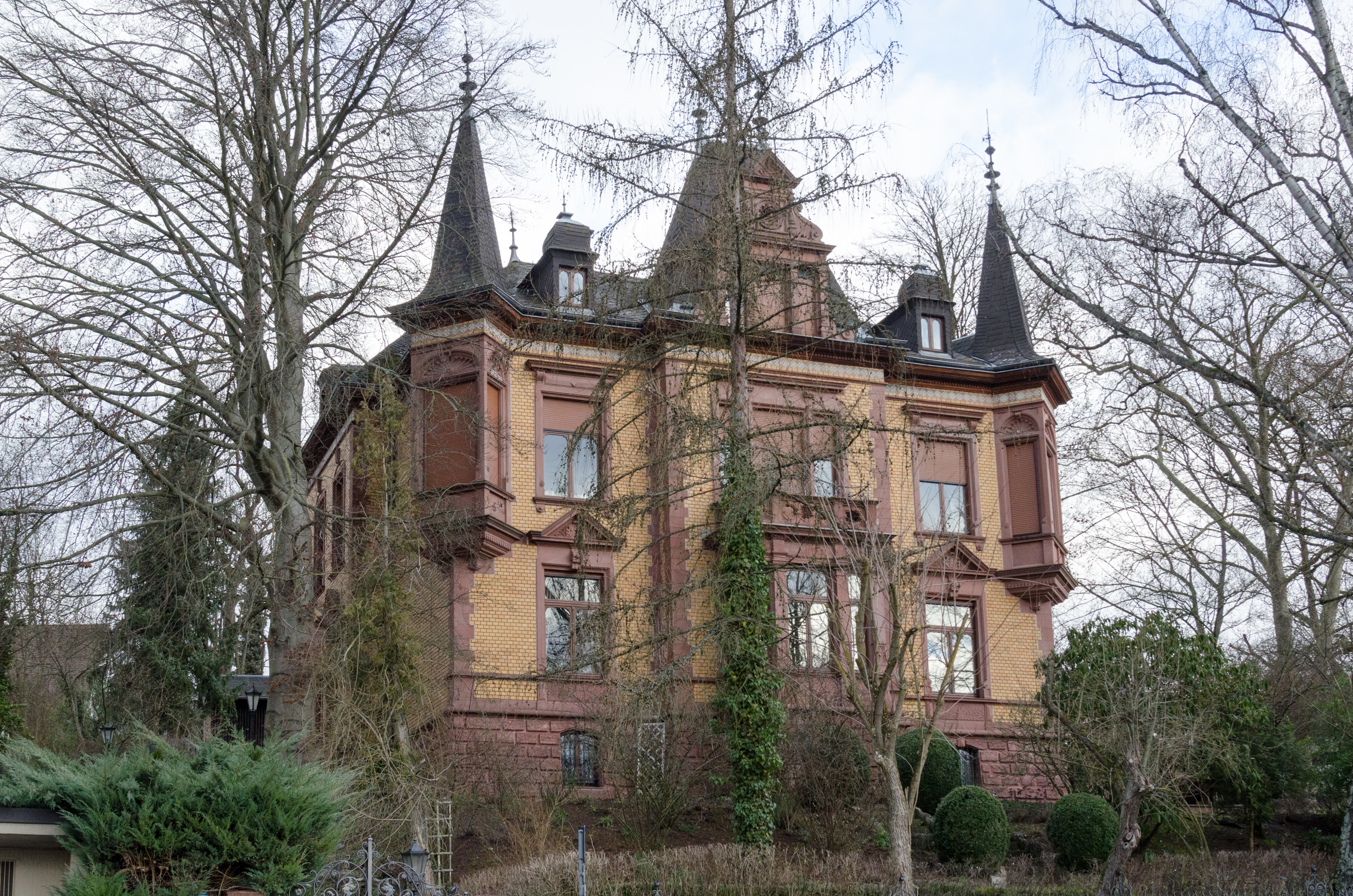
Hemmerichstraße 50 in Bad Kissingen

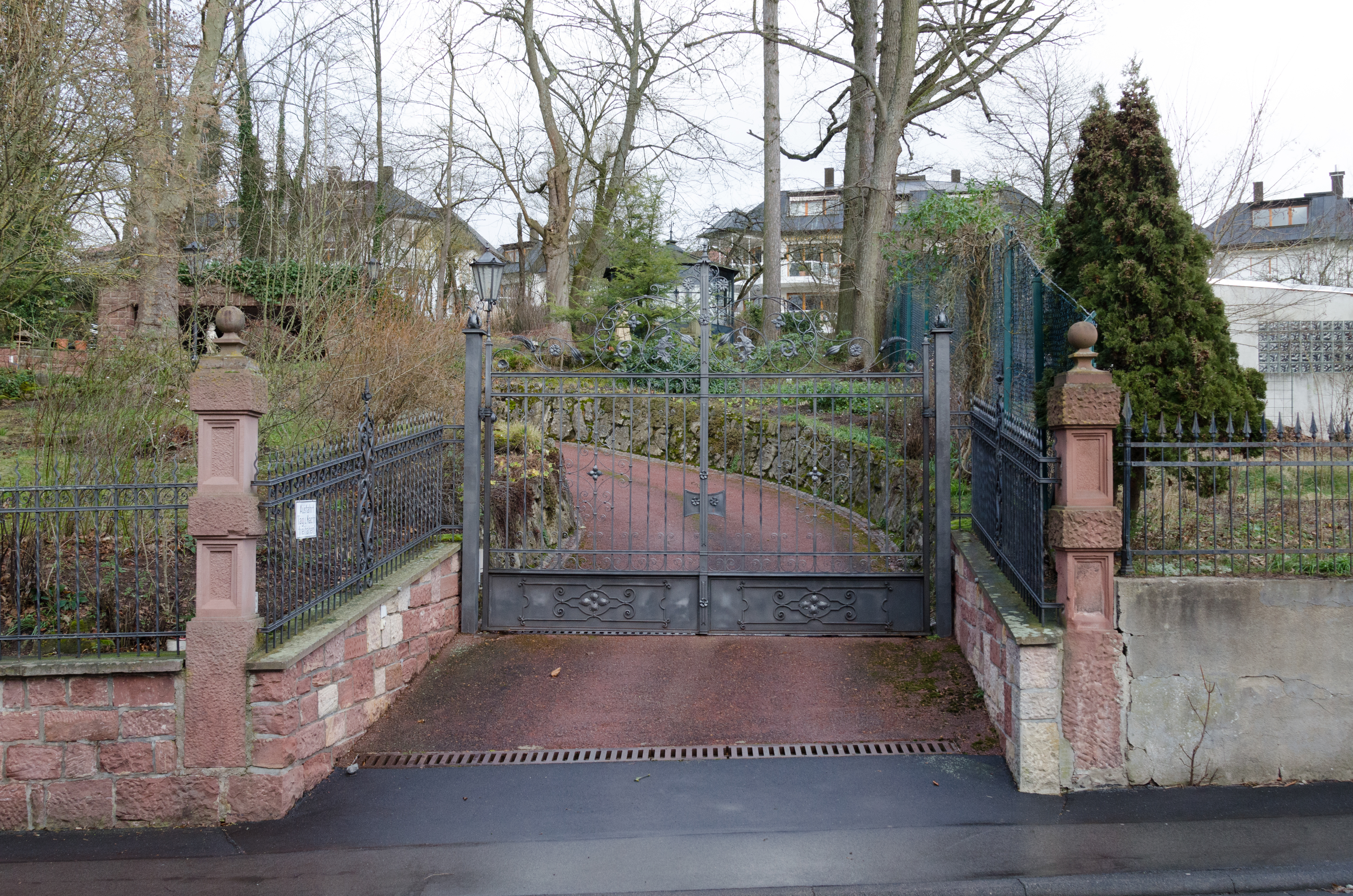
Garteneinfriedung

Das Gebäude Hemmerichstraße 50 in der Hemmerichstraße in Bad Kissingen, der Großen Kreisstadt des unterfränkischen Landkreises Bad Kissingen, gehört zu den Bad Kissinger Baudenkmälern und ist unter der Nummer D-6-72-114-20 in  der Bayerischen Denkmalliste registriert.

## Geschichte
Der zweigeschossige Walmdachbau aus Klinker und Rotsandstein wurde im Jahr 1895 von Architekt Friedrich Abt im Stil der Neurenaissance errichtet. Das Anwesen ist mit einem Mittelrisalit sowie Eckerkern mit spitzen Helmen ausgestattet. Die Wirkung des Mittelrisalits wird durch einen Erdgeschossvorbau, ein Zwerchhaus und ein steiles Dach betont.
Die Villa unterscheidet sich von anderen in den 1890er Jahren errichteten Bad Kissinger Anwesen durch ihre Stattlichkeit und von anderen Bauten der Neurenaissance durch ihre axiale Komposition.
Zu dem Anwesen gehören ein Quadermauerwerk und ein Gusseisenzaun sowie Hoftorpfeiler als Garteneinfriedung.